# Dypsis schatzii
Dypsis schatzii är en enhjärtbladig växtart som beskrevs av Henk Jaap Beentje. Dypsis schatzii ingår i släktet Dypsis och familjen Arecaceae. IUCN kategoriserar arten globalt som starkt hotad. Inga underarter finns listade i Catalogue of Life.